# 印第安諾拉 (喬治亞州)
印第安諾拉（英語：Indianola）是位於美國喬治亞州朗茲縣的一個非建制地區。該地的面積和人口皆未知。

## 地理
印第安諾拉的座標為30°51′52″N 83°11′22″W / 30.86444°N 83.18944°W，而該地的平均海拔高度為64米（即210英尺）。